# محاصره آمد (۵۰۳–۵۰۲)
محاصره امیدا در ۵۰۲–۵۰۳ میلادی در طی جنگ آناستازی اتفاق افتاد. نیروهای رومی شهر در شهر مستقر نشده بودند، با این حال برای سه ماه مقاومت کردند تا اینکه به دست پادشاه ساسانی، قباد یکم سقوط کرد. بر طبق روایت پرجزئیات Zacharias of Mytilene، شهر ظالمانه تاراج شد و تا سه روز و سه شب اهالی شهر قتل‌عام شدند. آناستاسیوس یکم، امپراتور روم شرقی، وقتی که خبر سقوط امیدا را شنید، سپاهی متشکل از ۶۰٬۰۰۰ نفر را به سمت شرق فرستاد، اما بیزانسی‌ها نتوانستند شهر را بازپس‌گیرند، تا اینکه در ۵۰۵ آتش‌بس صورت گرفت و آنها با دادن باجی به مبلغ ۱٬۱۰۰ پوند طلا، شهر را پس گرفتند.